# Mario Valota
Mario Valota (8 de febrero de 1918-30 de septiembre de 2000) fue un deportista suizo que compitió en esgrima, especialista en la modalidad de espada.
Participó en los Juegos Olímpicos de Helsinki 1952, obteniendo una medalla de bronce en la prueba por equipos. Ganó una medalla de bronce en el Campeonato Mundial de Esgrima de 1953.

## Palmarés internacional
| Juegos Olímpicos   | Juegos Olímpicos     | Juegos Olímpicos  | Juegos Olímpicos   |
| Año                | Lugar                | Medalla           | Prueba             |
| ------------------ | -------------------- | ----------------- | ------------------ |
| 1952               | Helsinki (Finlandia) | Medalla de bronce | Espada por equipos |
| Campeonato Mundial |                      |                   |                    |
| Año                | Lugar                | Medalla           | Prueba             |
| 1953               | Bruselas (Bélgica)   | Medalla de bronce | Espada por equipos |